# Praxiteles
Praxiteles (řecky Πραξιτέλης; asi 370 př. n. l. – 330 př. n. l.) byl starověký řecký sochař, jeden z nejvýznamnějších sochařů 4. století př. n. l.

## Život a dílo

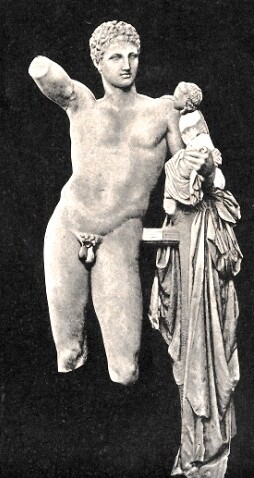
Hermés

O jeho životě je známo minimum informací, s výjimkou toho, že byl synem sochaře Cephisodota staršího (Kéfisodótos), a že i jeho dva synové, Cephisodotus mladší a Timarchus se stali sochaři. Nejasnosti v životopise vedou k tomu, že někteří odborníci soudí, že dílo dnes připisované Praxitelovi vytvořili ve skutečnosti dva různí sochaři. Tuto hypotézu podporuje i seznam Praxitelových děl zkompletovaný podle zpráv antických autorů, který je nejdelší, jaký pro řeckého sochaře vůbec známe.
Narodil se v Athénách někdy kolem roku 395 př. n. l.   Už od chlapeckého věku pracoval v otcově  dílně. Jednou z jeho prvních známých prací je Akantový sloup v Delfách  z roku 375 s Praxitelovým podpisem. V rámci otcovy dílny se podílel na dalších pracích oslavujících úspěchy athénské politiky.
Zachovala se jediná socha, kterou prokazatelně vytvořil Praxiteles vlastníma rukama: Hermés nesoucí malého Dionýsa. Byla objevena v roce 1877 při vykopávkách  v Olympii. Ostatní Praxitelovy sochy  a mramorové reliéfy se dochovaly jen v římských kopiích. Jejich autora lze identifikovat podle údajů ve spisech cestovatele  Pausánia. Oblíbenými náměty byly postavy efébů a mladých satyrů nebo  mladých a krásných bohů.  Patří mezi ně  Odpočívající satyr, který existuje ve více než 70 kopiích. Další podobnou  významnou sochou je Apollo Sauroctonus, kde je bůh zobrazen při zabíjení ještěrky lezoucí po stromě.
Podle Plinia staršího byly všechny Praxitelovy sochy původně polychromované a ve většině z mramoru. Štíhlé mladé postavy se vyznačují  intimním, klidným výrazem, smyslnou cudností a půvabem. Představují nové pojetí lidské krásy v typickém postoji s esovitě prohnutým tělem. Často využívá  prvek podpěry k přenesení váhy těla, ale také jako součást kompozice. Hlavy soch mají oválnou tvář s podlouhlýma očima, rovným nosem a malými ústy. Zdobí je vlnité vlasy nebo účes z dlouhých spletených kadeří.

### Afrodita z Knidu

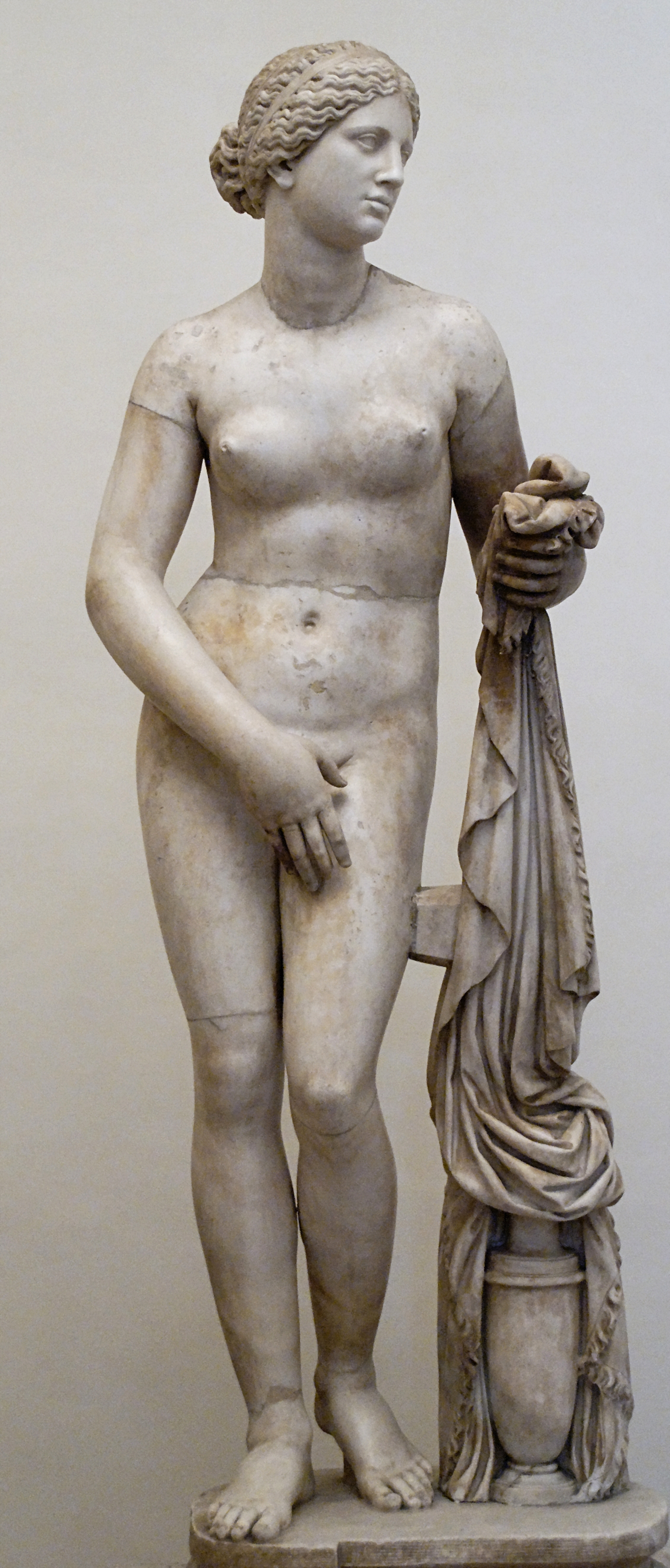
Afrodita z Knidu (Louvre)

Nejslavnějším Praxitelovým dílem  je Afrodita z Knidu, o níž římský autor Plinius starší hovořil jako o „nejkrásnější soše světa“. Bohyně Afrodita je ztvárněna nahá, což bylo ve své době novinkou. Praxiteles byl vůbec prvním v historii, kdo sochal nahé ženské postavy v životní velikosti. Dle Athénaia byla Praxitelovi modelem slavná řecká hetéra (prostitutka) Fryné, která byla dlouholetou Praxitelovou přítelkyní.
Sochař údajně vytvořil na objednávku města Kós sochu Afrodité ve dvou variantách, nahou a zahalenou. Kójští si vybrali v duchu tradice sochu oblečenou a druhou zakoupilo město Knidos. Socha  město proslavila, jezdili se na ni podívat i ze vzdálených oblastí Řecka. Byla vystavena v chrámu tak, aby mohla být viděna ze všech stran. Knidští odmítali nabídky na její odprodej a teprve ve středověku  byla odvezena do Cařihradu, kde ji měl ve sbírce  milovník antického umění Lausos. Socha z parského mramoru shořela při požáru na konci pátého století n. l.
Uvádí se, že existuje 49 antických  kopií. Nejznámější jsou ve Vatikánském muzeu a v pařížském muzeu Louvre. Badatelé rozlišují v četných kopiích dva typy Afrodíty Knidské. Podoba originálu je známá z mincí vyráběných na Knidu.